# MM..Food
MM..Food (с англ. — «Ммм… Еда») — пятый студийный альбом американского рэпера MF Doom, выпущенный лейблом Rhymesayers Entertainment 16 ноября 2004 года. Он стал вторым альбомом, выпущенным им под псевдонимом MF Doom. MM..Food является концептуальным альбомом, тематикой которого являются различные виды пищи. Альбом получил положительные отзывы критиков.

## Предыстория
В 1999 году MF Doom выпустил альбом Operation: Doomsday. Альбом приобрёл статус культового в андерграунд-хип-хоп-сообществе. В 2001 году лейбл Fondle ’Em Records, на котором был выпущен альбом, закрылся. В очередной раз оставшись без лейбла, MF Doom стал нелюдимым. В 2002 году он встретился с продюсером Madlib, после чего они начали работу над Madvillainy. В 2003 году демозапись Madvillainy была украдена и позже выложена в интернет. Разочаровавшись, MF Doom продолжил работу над другими альбомами.

## Тематика альбома
MM..Food является концептуальным альбомом, посвящённым еде, что отражено в названии альбома. Название также является анаграммой псевдонима музыканта. Альбом использует большое количество метафор, отсылающих к различным видам пищи, с помощью которых MF Doom рассказывает истории про уличную жизнь, деньги, девушек и наркотики. Подобные метафоры также используются и в названиях композиций. Например, название вводного трека альбома, «Beef Rapp», имеет двойной смысл: входящее в него английское слово «beef» можно перевести как «мясо», так и как «биф» — противостояние нескольких рэперов. Помимо пищи и жизни улиц, тексты песен содержат отсылки к хип-хоп индустрии, а также жизни в американских тюрьмах. В интервью журналу Exclaim! сам рэпер так описал альбом:

Весь альбом для меня это как пикник, целый день в парке. Там есть различные персонажи, которые пришли на барбекю и отдыхают, поэтому там есть различные истории. И также есть различные виды пищи, которые люди принесли с собой.
Оригинальный текст (англ.)The whole album feels like a picnic to me, like a whole day at the park. You’ve got different characters that come to the barbecue and kick it, so you’ve got different stories going on. And also, you have different types of food that people brought.

## Обложка
Обложка MM..Food была создана дизайнером лейбла Stones Throw Джеффом Джанком (англ. Jeff Jank). Она основывалась на иллюстрации, созданной по его просьбе американским художником Джейсоном Йегелем (англ. Jason Jägel), на которой MF Doom изображён за завтраком. По словам Джанка, иллюстрация была создана меньше чем за сутки. Сам Йегель называет её своей лучшей работой. Данный вариант обложки стал третьим: два предыдущих были отвергнуты лейблом Rhymesayers и самим музыкантом. MF Doom также попросил слегка изменить финальный вариант обложки, убрав с неё джойнт. Оригинальная иллюстрация позже была выпущена ограниченным тиражом в виде постера.

## Запись
Работа над MM..Food велась с 2002 года. Продюсером практически всего альбома стал сам MF Doom. Исключением стали три композиции: «Potholderz», продюсером которой стал Count Bass D, «One Beer», записанная с Madlib’ом и не попавшая на альбом Madvillainy, и «Kon Queso», продюсером которой стал PNS из группы Molemen.
При работе над альбомом MF Doom использовал большое количество различных отрывков из фильмов и мультфильмов, в которых герои говорят о еде или о Докторе Думе. Однако особую известность получила середина альбома, начиная с «Poo-Putt Platter» и заканчивая «Fig Leaf Bi-Carbonate», состоящая из четырёх скитов, созданных с использованием диалогов из данных отрывков. Общая продолжительность данной части составила более шести минут. После выхода альбома многие фанаты, а также ряд критиков остались недовольны и заявляли, что подобная структура разрывает альбом на две части.
Незадолго до выхода альбома, весной 2004 года, незаконченная версия альбома попала в интернет. Она отличалась от финальной версии альбома: она содержала 22 композиции, большая часть из которых попала в финальную версию с изменёнными названиями, в то время как оставшиеся треки, представлявшие в большинстве своём скиты, были объединены с другими композициями. Единственной композицией, не попавшей на альбом, стала совместная с MC Paul Barman «Hot Guacamole», позже выпущенная на дополнительном диске MM..LeftOvers. Также в финальной версии были добавлены две новые композиции: совместная с неизвестном репером,который появляется в дискографии Doom'а всего лишь два раза, Mr. Fantastik'ом, «Rapp Snitch Knishes» и «Vomitspit».

## Релиз
MM..Food был выпущен 16 ноября 2004 года лейблом Rhymesayers Entertainment, с которым рэпер незадолго до этого подписал трёхлетний контракт. Он стал первым альбомом рэпера, выпущенным под псевдонимом MF Doom, попавшим в чарты журнала Billboard, заняв девятое место в Top Heatseekers Albums и семнадцатое — в Independent Albums. Незадолго до выхода альбома, 9 ноября, на виниловых пластинках был выпущен сингл «Hoe Cakes» с композицией «Potholderz» и ремиксом на «Hoe Cakes» от продюсера Ant. Помимо самого альбома отдельно было выпущено два дополнительных диска с ремиксами и невыпущенными треками: MM..LeftOvers (с англ. — «Ммм… Объедки») и MM..More Food (с англ. — «Ммм… Ещё больше еды»). Каждый из них был доступен только при покупке альбома в определённом магазине.
К выходу альбома был приурочен концертный тур MM..FOOD Drive Tour, который MF Doom провёл совместно с Brother Ali и DJ Kool Akiem из группы Micranots. Выступления прошли в восьми городах. Фанатам предлагалось приносить с собой на концерты нескоропортящиеся продукты питания для бездомных. После каждого выступления проходила благотворительная раздача продуктов, принесённых фанатами. Всего по состоянию на конец тура было роздано более 1000 фунтов (453 кг) продуктов.
24 июля 2007 года лейбл Rhymesayers перевыпустил MM..Food. Помимо самого альбома в специальной металлической упаковке были представлены бонусный DVD-диск с видеозаписями выступлений рэпера, постер и пахнущий шоколадом стикер. Сам альбом также претерпел изменения: оригинальная версия композиции «Kookies», использующая сэмпл одного из выпусков «Улицы Сезам», была заменена на новую.

## Критика
| Совокупная оценка    | Совокупная оценка |
| Источник             | Оценка            |
| -------------------- | ----------------- |
| Metacritic           | 81/100            |
| Оценки критиков      |                   |
| Источник             | Оценка            |
| Allmusic             | [ 15 ]            |
| The A.V. Club        | A                 |
| Alternative Press    | 4/5               |
| Billboard            | 3.5/5             |
| Blender              | [ 29 ]            |
| Entertainment Weekly | B+                |
| HipHopDX             | 4.0/5             |
| Mojo                 | [ 32 ]            |
| NME                  | [ 33 ]            |
| Pitchfork            | 7.5/10            |
| RapReviews.com       | 8/10              |
| Spin                 | [ 25 ]            |
| Stylus Magazine      | C+                |
| The Wire             | [ 34 ]            |
| Vibe                 | [ 35 ]            |

MM..Food получил в основном положительные оценки критиков, на агрегаторе рецензий Metacritic альбом получил оценку 81 из 100. Allmusic поставил альбому оценку 4 из 5, отметив, что он «настолько же важен, как и всё, что [MF Doom] выпустил до этого». The A.V. Club поставил альбому оценку «A» («отлично»), заявив: «Невероятная сборная солянка, хитросплетённая на теме еды, комиксов и суперзлодейства, MM..Food не приносит удовольствия сразу, как это делает Madvillainy. В этом альбом похож на Take Me to Your Leader от King Geedorah — альбом, который становится лучше с каждым прослушиванием…». Alternative Press поставил альбому оценку 4 из 5, отметив, что «[данный альбом] — доказательство того, что злой гений является чертовски хорошим поваром». Billboard поставил оценку 3,5 из 5, отметив, что «несмотря на то, что кулинарная тема и дополнительная сюжетная линия, состоящая из отрывков фильмов категории B, грозятся захватить альбом, читка Doom’а, сиплая и беспорядочная, сосредотачивает внимание [слушателей] на твёрдом, андерграундном хип-хопе». Blender также поставил альбому оценку 3,5 из 5, заявив, что «полученный результат неряшливый и непростой, но он работает». Entertainment Weekly поставил оценку «B+» («хорошо с плюсом»), заявив: «На MM..Food? самопровозглашённый „рифмующий каннибал“ использует бесчисленное количество съедобных метафор на мощных, энергичных инструменталах, не уходя при этом в бессмысленную пародию. Нарезая куплеты как шеф-повар от хип-хопа, Doom оставляет неотвеченным только один вопрос: что на десерт?». HipHopDX поставил переизданию альбома 4 из 5, заявив, что «многослойные рифмы [рэпера] на основе потока сознания расплываются на винтажном продакшне как масло», однако раскритиковал скиты в середине альбома. Mojo поставил альбому оценку 3 из 5, назвав его «апофеозом своеобразного низкокачественного трэш-арта Думилея: уморительный, обкуренный, забитый под завязку идеями хип-хоп…». NME поставил альбому оценку 3,5 из 5, отметив «сюрреалистическую, хладнокровную» читку рэпера. Pitchfork поставил оценку 7,5 из 10, отметив, что единственное, чего хочет MF Doom на альбоме — показать свои умения, но при этом негативно отозвался о скитах в середине альбома. Сайт RapReviews.com поставил MM..Food оценку 8 из 10, назвав его «наиболее доступной работой» рэпера, однако также негативно отозвался о середине альбома. Spin поставил переизданию альбома оценку 3,5 из 5, заявив, что «если Ghostface управляет рыбным ларьком, то лирическое пространство Doom’а — целый супермаркет». Stylus Magazine поставил альбому оценку «С+» («удовлетворительно с плюсом»), отметив, что финальная версия альбома мало отличается от попавшей в интернет версии и что скиты в середине альбома «разрушают [его] цельность». The Wire поставил оценку 4 из 5, заявив, что MM..Food — лучший из трёх альбомов рэпера, выпущенных в 2004 году. Vibe поставил альбому оценку 3,5 из 5, отметив, что MF Doom показал себя на нём и как продюсер, и как лирик.

## Список композиций
| №                   | Название                                          | Музыка              | Длительность |
| ------------------- | ------------------------------------------------- | ------------------- | ------------ |
| 1.                  | «Beef Rapp»                                       | MF Doom             | 4:39         |
| 2.                  | «Hoe Cakes»                                       | MF Doom             | 3:54         |
| 3.                  | «Potholderz» (совместно с Count Bass D)           | Count Bass D        | 3:20         |
| 4.                  | «One Beer»                                        | Madlib              | 4:18         |
| 5.                  | «Deep Fried Frenz»                                | MF Doom             | 4:59         |
| 6.                  | «Poo-Putt Platter»                                | MF Doom             | 1:13         |
| 7.                  | «Fillet-O-Rapper»                                 | MF Doom             | 1:03         |
| 8.                  | «Gumbo»                                           | MF Doom             | 0:49         |
| 9.                  | «Fig Leaf Bi-Carbonate»                           | MF Doom             | 3:19         |
| 10.                 | «Kon Karne»                                       | MF Doom             | 2:51         |
| 11.                 | «Guinnesses» (совместно с Angelika и 4ize)        | MF Doom             | 4:41         |
| 12.                 | «Kon Queso»                                       | PNS                 | 4:00         |
| 13.                 | «Rapp Snitch Knishes» (совместно с Mr. Fantastik) | MF Doom             | 2:52         |
| 14.                 | «Vomitspit»                                       | MF Doom             | 2:48         |
| 15.                 | «Kookies»                                         | MF Doom             | 4:02         |
| Общая длительность: | Общая длительность:                               | Общая длительность: | 48:49        |

| №   | Название                                               | Музыка               | Длительность |
| --- | ------------------------------------------------------ | -------------------- | ------------ |
| 1.  | «It Ain’t Nuthin’ (The Chapter Remix)»                 | The Chapter          | 2:52         |
| 2.  | «Hoe Cakes (ANT Remix)»                                | Ant                  | 3:17         |
| 3.  | «My Favorite Ladies (KMD Remix)»                       | Stimulated Dummies   | 2:22         |
| 4.  | «Change The Beat (Inhumanz Remix)»                     | Inhumanz             | 3:08         |
| 5.  | «Hot Guacamole» (совместно с MC Paul Barman)           | MF Doom, Prince Paul | 1:42         |
| 6.  | «Hoe Cakes (Jake One Remix)»                           | Jake One             | 2:56         |
| 7.  | «One Beer (Madlib Remix)»                              | Madlib               | 2:55         |
| 8.  | «All Outta Ale (The Professor Meets The Supervillain)» | The Prof.            | 2:41         |
| 9.  | «Vomit» (совместно с Parallel Thought)                 | Drum & Knowledge     | 2:58         |
| 10. | «Hoe Cakes (Beatboxappella)»                           | MF Doom              | 3:11         |

| №  | Название                                | Текст песни | Музыка  | Исполнитель               | Длительность |
| -- | --------------------------------------- | ----------- | ------- | ------------------------- | ------------ |
| 1. | «Blunt Drunk (All Outta Ale Remix)»     |             | MF Doom | MF Doom                   | 2:42         |
| 2. | «My Favourite Ladies (Latina Remix)»    |             | MF Doom | MF Doom                   | 2:38         |
| 3. | «There She Goes» (совместно с Lil Sci)  |             | MF Doom | The John Robinson Project | 3:25         |
| 4. | «Ruler Of Day And Night»                | MF Doom     | MF Doom | Rodan                     | 4:18         |
| 5. | «Mineral Kingdom»                       |             | MF Doom | Rodan                     | 3:30         |
| 6. | «Witchcraft 2»                          |             | MF Doom | Rodan                     | 2:17         |
| 7. | «Ruler Of Day And Night (Instrumental)» |             | MF Doom | Rodan                     | 4:18         |
| 8. | «Mineral Kingdom (Instrumental)»        |             | MF Doom | Rodan                     | 3:30         |
| 9. | «Witchcraft 2 (Instrumental)»           |             | MF Doom | Rodan                     | 4:56         |

## Чарты
| Чарт (2004)            | Высшая позиция |
| ---------------------- | -------------- |
| Top Heatseekers Albums | 9              |
| Independent Albums     | 17             |
| Чарт (2007)            | Высшая позиция |
| Top Tastemaker Albums  | 13             |